# Санто Стефано (Болцано)
Санто Стефано је насеље у Италији у округу Болцано, региону Трентино-Јужни Тирол.
Према процени из 2011. у насељу је живело 268 становника. Насеље се налази на надморској висини од 943 м.